# لويس سامسون
لويس سامسون (بالألمانية: Louis Samson)‏ هو لاعب كرة قدم ألماني في مركز الوسط، ولد في 3 يوليو 1995 في برلين في ألمانيا. لعب مع تنس بوروسيا برلين.

## وصلات خارجية
- لويس سامسون على موقع قاعدة بيانات كرة القدم.إي يو (الإنجليزية)
- لويس سامسون على موقع Soccerway.com (الإنجليزية)
- لويس سامسون على موقع عالم كرة القدم.نت (الإنجليزية)